# Drag queen

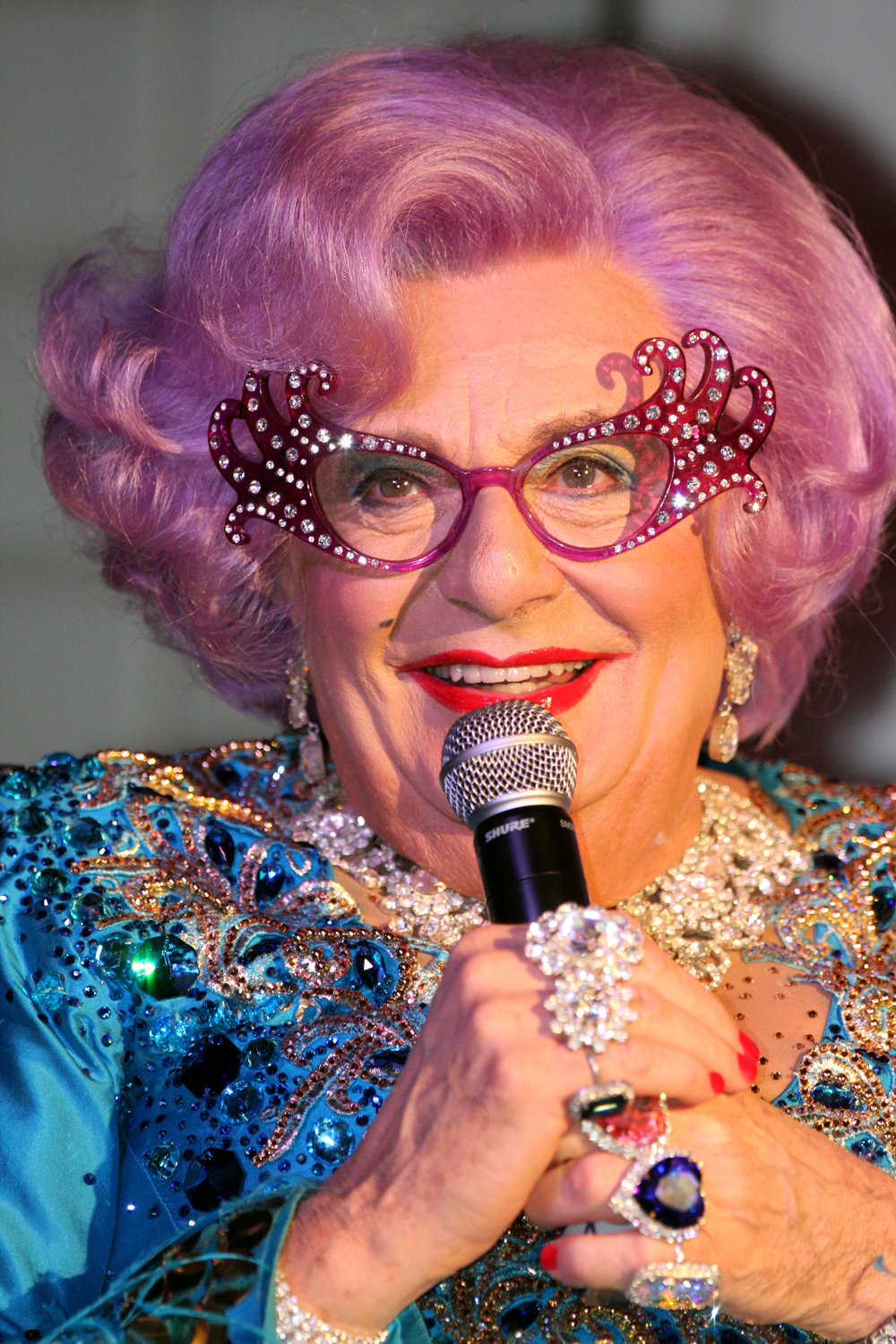
Drag queen Dame Edna biểu diễn tại Sydney, Úc

Drag queen là thuật ngữ gọi những nghệ sĩ biểu diễn (thường là nam giới) có phong cách ăn mặc nữ tính, đi kèm theo đó là lối trang điểm dày, đậm.

## Từ nguyên
Nguồn gốc xuất phát của cụm từ drag queen vẫn chưa rõ ràng. Ghi chép về việc sử dụng từ drag đầu tiên là vào năm 1870 khi nó được dùng để gọi những nam diễn viên mặc đồ phụ nữ.
Drag queen thường có những cử chỉ, hành động nữ tính được phóng đại nhưng khác hẳn với Tomgirl - thuật ngữ chỉ những chàng trai hay cậu bé có những đặc tính hoặc hành vi được coi là điển hình của một cô bé bao gồm quần áo của phụ nữ, tham gia vào trò chơi và hoạt động thể chất trong thiên nhiên, rất coi trọng nhiều nền văn hóa không được nổi bật hay là miền của nữ giới. Giữa drag queen và tomgirl, drag queen chỉ dành cho nghệ sĩ nam hoá trang thành phụ nữ, còn tomgirl ám chỉ những cậu bé, nam thanh niên hay người đàn ông có những cử chỉ và ăn mặc nữ tính trong đời sống thường nhật. Tomgirl không có nhu cầu chuyển giới, trong khi drag queen có nhu cầu chuyển giới nhưng rất ít. Trong anime Nhật Bản, tomgirl được gọi là trap. Tomgirl không phải từ để chỉ/ gọi giới tính (gender identity) và cũng không phải thiên hướng tình dục (sexual orientation) như gay, song tính và straight. Một người là tomgirl khi người đó là con trai và có những đặc điểm: thích mặc đồ nữ, thích chơi các trò của con gái, thích chơi/dễ kết thân với con gái hơn là con trai.

### Diễn viên hóa trang nữ
Một cách hiểu khác của drag queen là "hóa trang thành nữ".

## Lịch sử

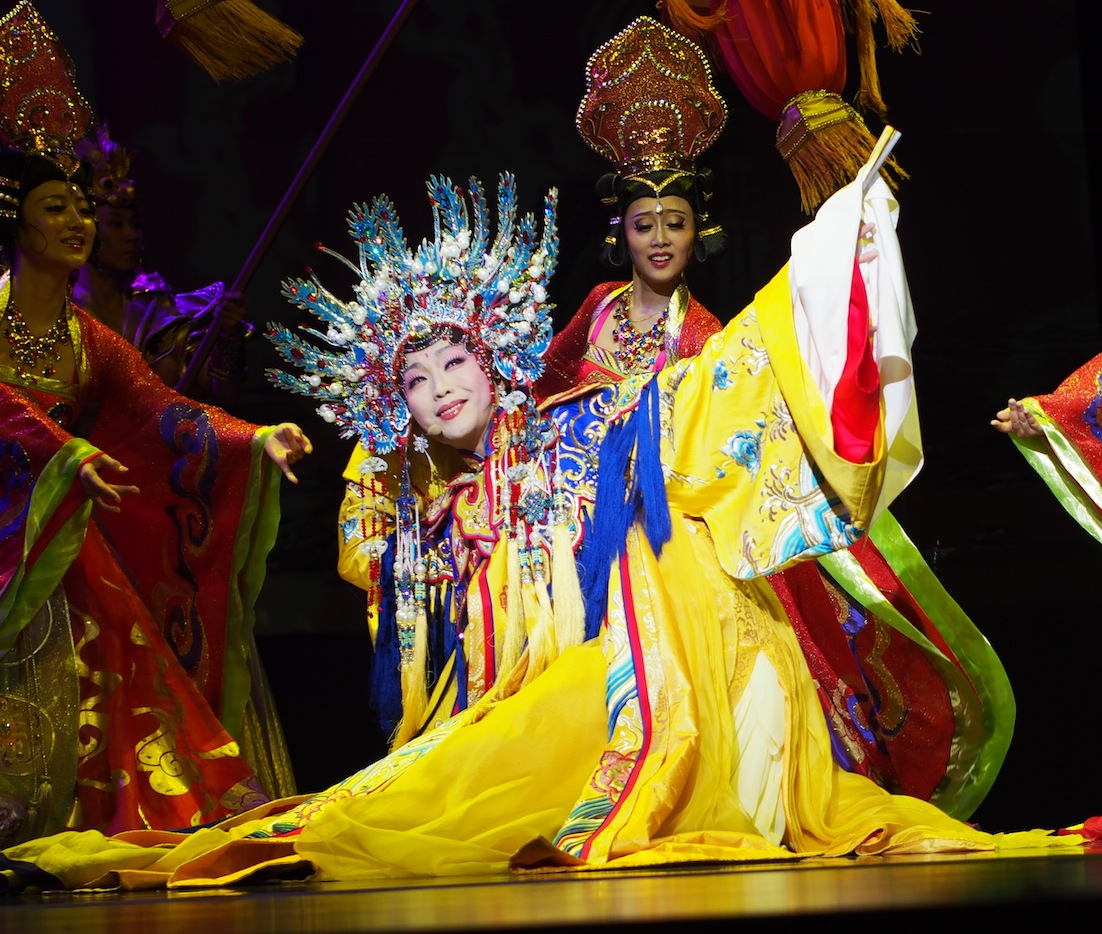
Lý Ngọc Cương - tượng đài của drag queen Trung Quốc với loại hình kinh kịch

Năm 1971, một bài báo trên tạp chí Drag Queens của Lee Brewster mô tả một nữ hoàng kéo xe là một "người đồng tính luyến ái", người cường điệu, hào hoa và hiếu chiến. Drag queen mô tả là có thái độ vượt trội và thường được tán tỉnh bởi những người đàn ông khác giới, những người "thông thường không tham gia vào các mối quan hệ đồng giới".
Thuật ngữ drag queen ngụ ý "chuyển giới đồng tính luyến ái", nhưng cụm từ drag không mang ý nghĩa như vậy. The term drag queen implied "homosexual transvestite", but the term drag carried no such connotations. Vào những năm 1970, drag queen một lần nữa được định nghĩa là "người chuyển giới đồng tính luyến ái". Drag được phân tích là ăn mặc khác giới và queen ám chỉ một người đàn ông đồng tính luyến ái.
Tại Việt Nam, thuật ngữ mới này còn xa lạ. Theo Đại Việt sử ký toàn thư, năm 1462 vua Lê Thánh Tông quy định: "Nhà phường chèo con hát và những kẻ phản nghịch ngụy quan, có tiếng xấu bản thân và con cháu không được đi thi, nếu mang sách hay mượn người khác làm hộ thì trị tội theo luật".
Đào Duy Từ (1572-1634) có cha làm nghề ca hát nên ông không được thi dưới triều vua Lê - chúa Trịnh. Bất bình, ông bỏ vào Nam gây dựng sự nghiệp. Nhận ra ông là nhân tài  nên chúa Nguyễn Phúc Nguyên đã trọng dụng, phong tước Lộc Khê Hầu; được vua Minh Mạng truy tặng là bậc khai quốc công thần, cho thờ tại Thái Miếu. Vì những quy định nghiệt ngã đó nên các vở tuồng có đề tài trung quân ái quốc phải dùng kép để đóng đào.
Sau này các họ nhà đại khoa hiển loạn cũng thường có dòng họ hát xướng mà phát đạt nên những kẻ sĩ phu cũng giao du tự nhiên và rồi những nhà hát xướng cũng quên hẳn thế hệ nhà mình từ đâu mà ra. Xem đó thì biết thế vận phong tục mỗi ngày một khác. Tuy nhiên, những quy định trước đó vẫn như luật bất thành văn khiến các gia đình không cho con gái theo nghề hát, do vậy ở các vở tuồng có nhân vật nữ, các thầy tuồng vẫn phải dùng kép đóng đào. Cho tới thời Nguyễn, tương đương với nhà Thanh ở Trung Quốc là kinh kịch và Côn khúc, nam giới có lúc phải vào vai nữ nhân. Thuật ngữ nam ban nữ trang (nghĩa đen: đàn ông giả dạng phụ nữ) (tiếng Trung: 男扮女装; bính âm: nán bàn nǚ zhuāng) tại Trung Quốc tương đương với drag queen phương Tây lúc bấy giờ. Sau này, thập niên 2000 của thế kỷ 21, Lý Ngọc Cương trở thành cái tên sáng giá nhất của kinh kịch Trung Quốc khi ông đảm nhận các vai mỹ nữ trong các vở diễn.